# Virgil Bercea

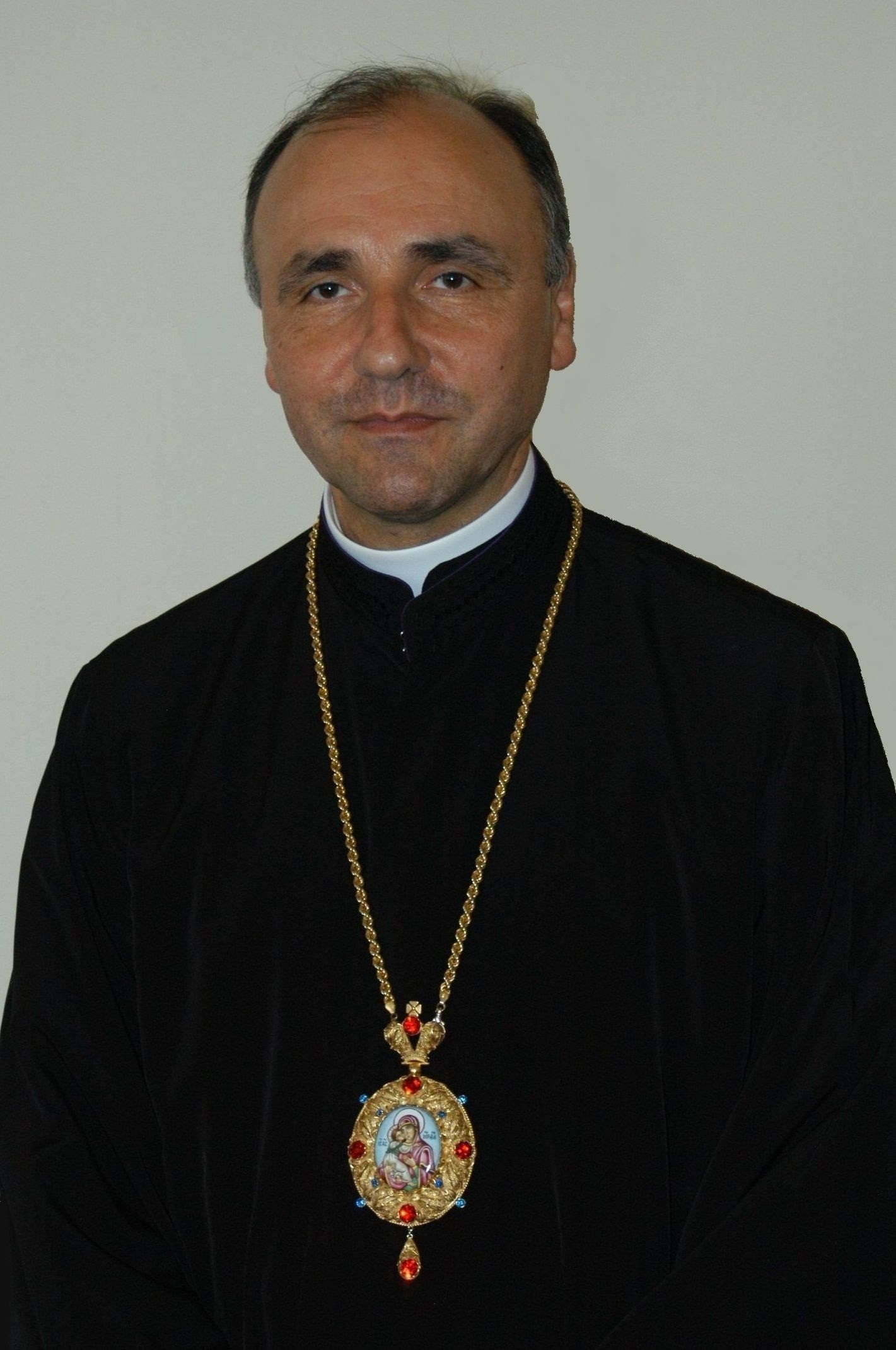

Virgil Bercea (* 9. Dezember 1957 in Habic, Kreis Mureș) ist Bischof von Großwardein.

## Leben
Virgil Bercea, der Sohn des Simeon Bercea und seiner Frau Licretia besuchte von 1964 bis 1972 die Schule seiner Heimatorts, und von 1972 bis 1976 die Schule in Reghin. Er leistete in Sighetu Marmației seinen Wehrdienst ab und begann anschließend mit dem Studium der Agrarwissenschaften an der Landwirtschaftlichen und Veterinärmedizinischen Universität Cluj-Napoca. In dieser Zeit (1977–1981) studierte er im Geheimen Theologie und empfing am 9. Dezember 1982 die Priesterweihe. Als Priester betreute er die Gemeinden aus dem Untergrund heraus.
Von 1990 bis 1992 studierte er Dogmatische Theologie an der Päpstlichen Universität Urbaniana in Rom und diplomierte mit dem Thema „Teilkirchen und der universalen Kirche Laien in den Kontext Enzyklika Christi Fideles“. Zurück in der Heimat wurde er 1992 Generalvikar des Erzbischofs von Făgăraș und Alba Iulia, Lucian Mureșan und Professor für Dogmatik an der Theologischen Akademie in Blaj.
Papst Johannes Paul II. ernannte ihn am 20. Juli 1994 zum Weihbischof in Făgăraș und Alba Iulia und gleichzeitig zum Titularbischof von Pupiana. Der Erzbischof von Făgăraș und Alba Iulia, Lucian Mureșan, weihte ihn am 8. September desselben Jahres zum Bischof; Mitkonsekratoren waren Gheorghe Guțiu, Erzbischof ad personam von Cluj-Gherla, und Ioan Ploscaru, Erzbischof ad personam von Lugoj. 
Am 6. November 1996 wurde er zum Koadjutorbischof von Oradea (Großwardein) ernannt. Nach dem Tod Vasile Hossus folgte er ihm am 8. Juni 1997 als Bischof von Großwardein nach.
Im Jahr 2003 erhielt Bischof Virgil Bercea den Doktortitel in Theologie der Päpstlichen Universität Urbania in Rom.